# بخش مرکزی شهرستان گچساران
بخش مرکزی شهرستان گچساران یکی از بخش‌های شهرستان گچساران در استان کهگیلویه و بویراحمد ایران است.

## تقسیمات کشوری
- بخش مرکزی شهرستان گچساران
  - دهستان امامزاده جعفر
  - دهستان بویراحمد گرمسیری
  - دهستان بی بی حکیمه
  - دهستان لیشتر

شهرها: دوگنبدان

## جمعیت
بنابر سرشماری مرکز آمار ایران، جمعیت بخش مرکزی شهرستان گچساران در سال ۱۳۸۵ برابر با ۱۱۱۵۳۸ نفر بوده‌است.